# Pazius spinosus
Pazius spinosus är en näbbsländeart som beskrevs av George W. Byers och Angela Roggero 1992. Pazius spinosus ingår i släktet Pazius och familjen styltsländor. Inga underarter finns listade i Catalogue of Life.